# Otto Lauffer
Otto Lauffer   (Göttingen, 20 de febrer de 1874 - Hamburg, 8 d'agost de 1949)

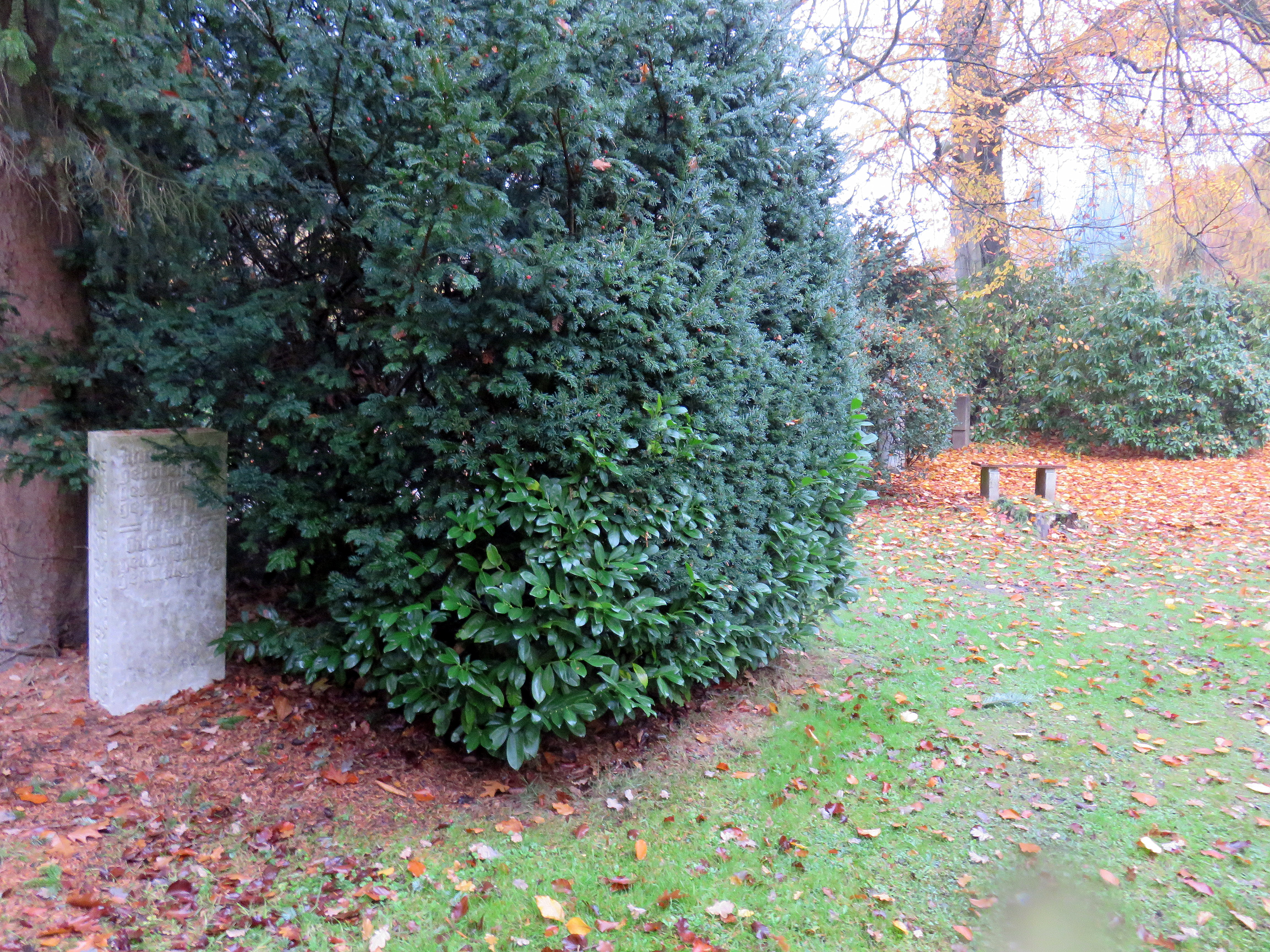
Tomba d'Otto Lauffer al cementiri d'Ohlsdorf.

va ser un historiador cultural i folklorista alemany.

## Biografia
Otto Lauffer va néixer a Weende (el que avui és un districte de Göttingen) el 20 de febrer de 1874 i va passar la seva infància en aquesta població, fins a l'any 1886.
Va estudiar llengua alemanya i estudis de literatura, història i història de l'art a Göttingen (va entrar-hi el 22 d'agost de 1891), Berlín, Múnic i altra vegada a Göttingen (a partir del 24 d'abril de 1894). El 1896 va aconseguir el seu doctorat sota la supervisió de Moritz Heyne.
El 1902, Lauffer va esdevenir assistent i el 1907 director, del Museu d'Història de Frankfurt. Des del 1908 fins a la seva obertura el 1922, va seguir supervisar el Museu d'Història d'Hamburg (ara "hamburgmuseum"), continuant-hi en la posició de director fins al 1946.
El mateix any en què la Universitat d'Hamburg es va fundar, a Otto Lauffer se li va concedir la primera càtedra de folklore a Alemanya, que va mantenir fins al 1939. El 1922/23, també va ser rector de la Universitat.
Lauffer va morir el 8 d'agost de 1949 a Hamburg), i va ser enterrat al Cementiri Ohlsdorf (la referència de la tomba és: R9 (29-30)). Les seves obres es troben en la Biblioteca de la Universitat d'Hamburg. El 20 de febrer de 1984, una placa commemorativa va ser dedicada a la seva memòria a Weende.
L'Otto-Lauffer-Straße a Weende i la barcassa Otto Lauffer a Hamburg van ser anomenades així en la seva memòria.